# Andrea Silenzi
Andrea Silenzi  est un footballeur italien, né le 10 février 1966 à Rome.

## Biographie
Andrea Silenzi fut le premier footballeur italien à évoluer en Premier League.

## Clubs successifs
- 1984-1987 : AS Lodigiani Rome  Italie
- 1987-1988 : AC Arezzo  Italie
- 1988-1990 : Reggiana AC  Italie
- 1990-1992 : SSC Naples  Italie
- 1992-1995 : Torino FC  Italie
- 1995-1997 : Nottingham Forest  Angleterre
- 1996-1997 : Venezia Calcio  Italie
- 1997-1998 : Nottingham Forest  Angleterre
- 1997-1998 : Reggiana AC  Italie
- 1998-1999 : Ravenne Calcio  Italie
- 1999-2000 : Torino FC  Italie
- 2000-2001 : Ravenne Calcio  Italie

## Palmarès
- 1 sélection et 0 but avec l'équipe d'Italie en 1994.